# Ilda Figueiredo

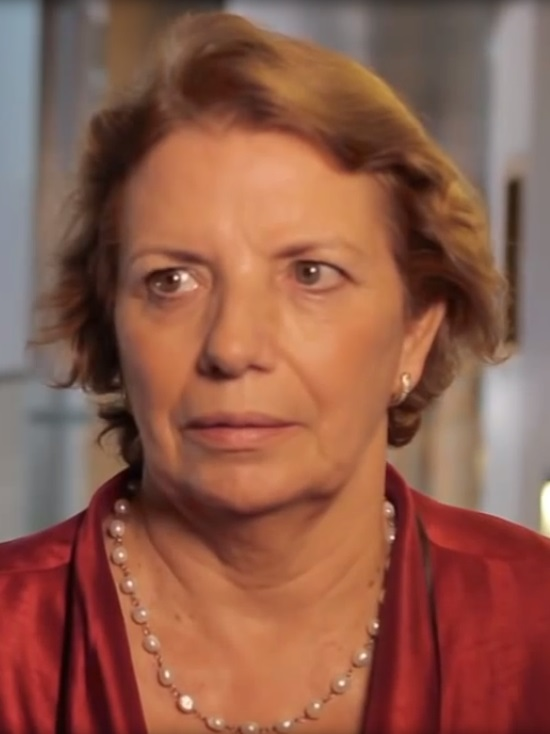
Ilda Figueiredo (2011)

Maria Ilda da Costa Figueiredo (* 30. Oktober 1948 in Troviscal) ist eine portugiesische Politikerin der Kommunistischen Partei.

## Leben
Nachdem sie an einer Hochschule Wirtschaftswissenschaften studierte und ein Aufbaustudium in Bildungsplanung und -verwaltung ablegte, war Figueiredo als Wirtschaftswissenschaftlerin bei der Textilgewerkschaft und dem Gewerkschaftsbund in Porto sowie als Lehrerin tätig. Bei der Kommunistischen Partei gehörte sie dem Zentralkomitee an. Sie gehörte den Stadträten von Vila Nova de Gaia und Porto an, ebenso der Stadtverordnetenversammlung von Gaia und der Region Grande Porto. Von 1979 bis 1991 saß sie in der Assembleia da República, von 1999 bis 2012 im Europäischen Parlament.